# 로즈 마리 매코이
로즈 마리 매코이(Rose Marie McCoy, 1922년 4월 19일 ~ 2015년 1월 20일)는 미국의 작곡가다. 1950년대와 1960년대 사이에 가장 왕성한 활동을 펼쳤다. 엘비스 프레슬리, 냇 킹 콜, 빅 메이벨 등이 그의 곡 덕을 보았다.

## 생애
아칸소주 오나이다의 농가 출신. 이후 커서 제임스 매코이와 결혼한다. 1942년 가수 길을 걷기 위해 뉴욕 시로 향한다. 뉴저지의 술집에서 노래를 불러 가수로서의 발을 뗀다. 가창 실력의 덕으로 할렘의 베이비 그랜드, 디트로이트의 플레임 쇼 바, 신시네티의 스포츠멘즈 클럽, 토론토의 바신 스트리트 등 유명 공연장에서 공연을 잡아 갔다.

### 작곡가 경력
1952년 매코이는 윌러 레코드의 신생 리듬 앤 블루스 그룹을 위해 두 곡, 즉 〈Cheating Blues〉와 〈Georgie Boy Blues〉를 쓰고 녹음했다. 출판사에서 이들 곡을 들어보고는 매코이를 스카우트해선, 브릴 빌딩에 넣어 일을 시켰다. 이곳에서 처음 촉탁받은 곡들 중 한 곡이 〈Gabbin' Blues〉이라고 반은 대화, 반은 가창으로 이뤄진 곡인데 리로이 커크랜드와 공동 작곡하고, 빅 메이벨이 부른 것이었다. 대화 파트는 매코이 본인이 몸소 불렀다. 이 곡은 빌보드 R&B 차트에 등장해서 3위까지 올랐다. 이것은 빅 메이벨에게도, 매코이에게도 첫 히트였다.
매코이는 이후로 빅 메이벨에게 더 곡을 지어줬으며, 이 밖에도 루이스 조던(〈If I Had Any Sense I'd Go Back Home〉, 〈House Party〉)이나, 내피 브라운(〈Don't Be Angry〉)처럼 저명한 R&B 음악가들에게도 곡을 지어줬다.
1954년, 매코이는 찰스 싱글턴과 작곡가 협력을 맺는다. 이들의 첫 합동 히트작은 1954년 페이 애덤스가 부른 〈It Hurts Me to My Heart〉. 이 협력 관계는 8년이나 이어지다 결국 해소되지만, 이 8년 동안 그들은 엘비스 프레슬리(〈I Beg of You〉), 더 이글스(〈Trying to Get to You〉), 루스 브라운(〈Mambo Baby〉), 내피 브라운(〈Little by Little〉) 등 유수의 음악인들에게 히트곡이 될 곡들을 지어서 줬다. 이 밖에도, 이들 협력 관계는 냇 킹 콜, 리틀 윌리 존, 어사 키트, 아레사 프랭클린, 에디 아놀드, 파이브 윌로스, 빅 조 터너, 더 두 드로퍼스, 리틀 에스더, 더 클로버스 등 많은 기라성의 아티스트에게 곡을 제공했다.
싱글턴과 갈라진 뒤에도 매코이는 홀로 작곡을 계속했으며, 공동으로도 작곡을 계속했다. 매코이는 이러면서 모타운, 스택스, 애틀랜틱 같은 대형 음반사에 소속될 기회를 물리치기도 했다. 1960년대 매코이의 가장 성공적인 곡이라면, 실비아 맥키니와 공동 작곡한 〈It's Gonna Work Out Fine〉이 있다. 이 곡은 아이크 앤 티나 터너가 1961년 싱글로 발표하여 처음 톱 20을, 그리고 처음 그래미상 노미네이트를 이룩한 곡이 된다. 맥신 브라운의 〈We'll Cry Together〉나, 제리 버틀러 〈Got to See If I Can't Get Mommy (To Come Back Home)〉 같이 헬렌 밀러와 쓴 곡들이 별히 히트되기도 했다.
가장 왕성한 활동을 펼친 1950년대, 60년대 사이에 쓴 곡들 대부분이 R&B 가수를 위한 곡이었지만, 매코이는 장르에 국한됨이 없이 재즈, 팝, 로큰롤, 컨트리, 복음성가 곡마저 쓰곤 했다. 재즈 보컬리스트 지미 스콧이 이같은 매코이의 저작에서 9곡을 녹음하고, 세라 본이 이 중 6곡을 녹음했다. 세라 본이 녹음한 이 곡 중 5곡이 1974년 앨범 《Send in the Clowns》에 수록되어 있다.

### 후반생
2008년 뉴욕시 지역사회협회에서 전시회와 연속기획공연 "블루스를 노래하는 여인들(Ladies Singing the Blues)"을 열어 매코이를 치사했다. 세인트 존 더 디바인 대성당에서 열린 시상식에서 매코이는 음악에 대한 공로로 5분간 기립 박수를 받았다. 청중들의 치사에 화답하기 위해, 매코이는 에스코트를 받으며 무대 위로 올라가 〈It's Gonna Work Out Fine〉을 공연했다.
2014년, 알린 코사노가 쓴 전기 《우리는 블루스를 썼는데, 그네들은 이것을 로큰롤이라고 불렀다네》(Thought We Were Writing the Blues: But They Called It Rock 'n' Roll)가 출판되었다.
2015년 1월 20일, 일리노이주 섐페인에 있는 조카네 집에서 사망했다. 향년 92세.